# Lemberk - zámek
Lemberk - zámek este o arie protejată (arie specială de conservare — SAC, sit de importanță comunitară — SCI) din Republica Cehă întinsă pe o suprafață de 0,25 ha, integral pe uscat.

## Localizare
Centrul sitului Lemberk - zámek este situat la coordonatele 50°46′39″N 14°47′17″E / 50.7775°N 14.788056°E.

## Înființare
Situl Lemberk - zámek a fost declarat sit de importanță comunitară în aprilie 2005 pentru a proteja 1 specie de animale. Situl a fost protejat și ca arie specială de conservare în septembrie 2015.

## Biodiversitate
Situată în ecoregiunea continentală, aria protejată nu include niciun habitat protejat.
La baza desemnării sitului se află o specie protejată de  mamifere: liliacul mic cu potcoavă (Rhinolophus hipposideros).